# وسترن یونیون
وسترن یونیون یک شرکت ارائه‌دهندهٔ خدمات مالی و ارتباطی است که در سال ۱۸۵۱ توسط ازرا کرنل بنیان‌گذاری شد و ستاد آن در مریدیان، کلرادو ایالات متحده آمریکا قرار دارد. وسترن یونیون خدمات گوناگونی از جمله تراکنش فرد به فرد، حواله پستی پول، پرداخت‌های تجاری و خدمات اقتصادی ارائه می‌دهد.

## روش کار
شخص فرستنده با در دست داشتن وجه پرداختی و همچنین مدرک شناسایی به یکی از نمایندگی‌های این شرکت رفته و فرمی را که در آن نام و نام خانوادگی خود، نام، نام خانوادگی و نام شهر فرد گیرنده در آن گنجانده شده را پر کرده و سپس آن فرم به همراه پول را به کارگزار دفتر می‌سپارد. سپس از کارگزار دفتر کدی به وی داده می‌شود. فرستنده این کد را تنها و تنها در اختیار فرد گیرنده قرار می‌دهد و گیرنده با همراه داشتن مدرک شناسایی عکس دار به شعبه شرکت در شهر خود رفته و پس از دادن کد، پول را دریافت می‌کند. این جابجایی همواره در کمتر از چند ساعت انجام می‌شود.
این شرکت به خاطر تحریم‌های اقتصادی اجازه کار در ایران را ندارد. با توجه عدم فعالیت این شرکت می‌توانید در ایران از وبسایت‌های واسط و به صورت غیر مستقیم این مبالغ را دریافت کنید.